# LI edició dels Premis Ariel
La LI edició dels Premis Ariel, organitzada per l'Acadèmia Mexicana d'Arts i Ciències Cinematogràfiques (AMACC), es va celebrar el 31 de març de 2009 a l'Auditori Nacional de Ciutat de Mèxic per celebrar el millor del cinema durant l'any anterior. Durant la cerimònia, presentada per Andrés Bustamante, l’AMACC va lliurar el premi Ariel a 26 categories en honor de les pel·lícules estrenades el 2008. La llista de nominats es va fer pública el 28 de febrer per Pedro Armendáriz Jr. i es va caracteritzar per allunyar els principals èxits les pel·lícules que havien tingut més èxit a la taquilla.
L'entrega de premis va estar emmarcada per la inconformidad del gremi pels paràmetres de selecció de candidates. L'actor Daniel Giménez Cacho hi va llegir una carta dirigida a l'AMACC on demana revisar les línies de funcionament de l'Acadèmia per adaptar-la a les necessitats del país amb aportacions d'experiències d'altres països. Tot i que la pel·lícula que guanyà més guardons fou Desierto adentro (vuit premis d'onze nominacions), Lake Tahoe (tres premis de set nominacions) se'n va endur les de millor pel·lícula i millor director. Arráncame la vida va obtenir quatre premis de cinc nominacions, i la taquillera Rudo y Cursi no va obtenir cap premi (tot i les vuit nominacions). La hispano-mexicana Sólo quiero caminar també va tenir dues nominacions (una d'elles a la millor actriu per la catalana Ariadna Gil) però cap premi.

## Premis i nominacions
Nota: Els guanyadors estan llistats primer i destacats en negreta. ⭐
| Millor pel·lícula - Lake Tahoe ⭐ - Intimidades de Shakespeare y Víctor Hugo - Los herederos - Voy a explotar | Millor direcció - Fernando Eimbcke - Lake Tahoe ⭐ - Eugenio Polgovsky - Los herederos - Gerardo Naranjo – Voy a explotar                                                           |
| Millor actor - Mario Zaragoza – Desierto adentro ⭐ - Diego Luna – Rudo y Cursi - Juan Pablo Hernández – Voy a explotar | Millor actriu - Irene Azuela – Bajo la sal ⭐ - Ariadna Gil – Sólo quiero caminar - María Deschamps – Voy a explotar                                                                |
| Millor coactuació masculina - Héctor Herrera - Lake Tahoe ⭐ - Guillermo Francella – Rudo y Cursi - Tenoch Huerta - Nesio | Millor coactuació femenina - Eileen Yañez – Desierto adentro ⭐ - Daniela Valentine - Lake Tahoe - Adriana Paz – Rudo y Cursi                                                       |
| Millor argument original - Rodrigo Plá, Laura Santullo – Desierto adentro ⭐ - Fernando Eimbcke, Paula Markovitch - Lake Tahoe - Gerardo Naranjo – Voy a explotar                                                                                | Millor guió adaptat - Roberto Sneider, Ángeles Mastretta – Arráncame la vida ⭐ |
| Millor fotografia - Serguei Saldívar Tanaka – Desierto adentro ⭐ - Alexis Zabé - Lake Tahoe - Eugenio Polgovsky – Los herederos | Millor edició - Eugenio Polgovsky - Los herederos ⭐ - Yulene Olaizola - Intimidades de Shakespeare y Víctor Hugo - Mariana Rodríguez - Lake Tahoe - Yibran Asuad – Voy a explotar  |
| Millor disseny artístic - Luisa Guala, Miguel Angel Jiménez, Rafael Mandujano, Salvador Parra – Arráncame la vida ⭐ - Antonio Plá, Gloria Carrasco – Desierto adentro - Bárbara Enríquez, Eugenio Caballero, Jon Solaun – Rudo y Cursi          | Millor banda sonora - Jacobo Lieberman, Leonardo Heiblum – Desierto adentro ⭐ - Luis Leñero - Nesio - Felipe Pérez Santiago – Rudo y Cursi                                         |
| Millor so - Antonio Diego, Marco Antonio Hernández Barajas, Mario Martínez Cobos, Miguel Hernández Montero – Desierto adentro - Camille Tauss, Cristian Manzutto – Los herederos - Jaime Baksht, Martín Hernández, Santiago Núñez – Rudo y Cursi | Millor vestuari - Gilda Navarro, Mónica Neumaier – Arráncame la vida ⭐ - Adela Cortázar, Malena de la Riva – Desierto adentro - Amanda Cárcamo, Annahí Ramos Maza – Voy a explotar |
| Millor maquillatge - Arráncame la vida – David Ruiz Gameros, Regina Reyes ⭐ - Desierto adentro – Jorge Siller Olguín, Ruth Bermudo - Rudo y Cursi – Marisa Amenta                                                                               | Millors efectes visuals - Desierto adentro – John Reid, Juan José Medina, Rita Basulto ⭐ - Arráncame la vida – Henrik Fett - Bajo la sal – Max Blásquez                            |
| Millors efectes especials - Desierto adentro – José Angel Cordero ⭐ - Bajo la sal – Alejandro Vázquez - Sólo quiero caminar – Alejandro Vázquez                                                                                                 | Millor opera prima - Intimidades de Shakespeare y Víctor Hugo – Yulene Olaizola ⭐ - Rudo y Cursi – Carlos Cuarón - Siete instantes – Diana Cardozo                                 |
| Millor pel·lícula iberoamericana - Leonera – Pablo Trapero ⭐ - Perro come perro – Carlos Moreno Herrera - Tony Manero – Pablo Larraín | Millor llargmetratge documental - Los herederos – Eugenio Polgovsky ⭐ - Intimidades de Shakespeare y Víctor Hugo – Yulene Olaizola - Siete instantes – Diana Cardozo               |
| Millor curtmetratge de ficció - Café Paraíso – Alonso Ruizpalacios ⭐ - Reality Show – Federico Schmucler - Roma – Elisa Miller - Trabalenguas para una casa vacía – Gabriel Herrera                                                             | Millor curtmetratge d’animació - Jacinta – Karla Castañeda ⭐ - Fuera de control – Sofía Carrillo - Niño de mis ojos – Guadalupe Sánchez Sosa                                       |
| Millor curtmetratge documental - Su mercé – Isabel Muñoz Cota ⭐ - Cine a mano – Agustín Tapia - Susurros de luz – Alberto Reséndiz | Ariel d'or - Famie Kaufman ⭐ |
| Medalla Salvador Toscano - Alexis Grivas ⭐ | |